# Saint-Épain
Saint-Épain és un municipi francès, situat al departament de l'Indre i Loira i a la regió de Centre – Vall del Loira. L'any 2007 tenia 1.529 habitants.

## Demografia

### Població
El 2007 la població de fet de Saint-Épain era de 1.529 persones. Hi havia 594 famílies, de les quals 150 eren unipersonals (77 homes vivint sols i 73 dones vivint soles), 210 parelles sense fills, 206 parelles amb fills i 28 famílies monoparentals amb fills.
La població ha evolucionat segons el següent gràfic:
Habitants censats

### Habitatges
El 2007 hi havia 740 habitatges, 621 eren l'habitatge principal de la família, 85 eren segones residències i 34 estaven desocupats. 689 eren cases i 47 eren apartaments. Dels 621 habitatges principals, 475 estaven ocupats pels seus propietaris, 129 estaven llogats i ocupats pels llogaters i 16 estaven cedits a títol gratuït; 6 tenien una cambra, 40 en tenien dues, 108 en tenien tres, 154 en tenien quatre i 312 en tenien cinc o més. 444 habitatges disposaven pel capbaix d'una plaça de pàrquing. A 291 habitatges hi havia un automòbil i a 270 n'hi havia dos o més.

### Piràmide de població
La piràmide de població per edats i sexe el 2009 era:
| Homes | Edats   | Dones |
| ----- | ------- | ----- |
| 4     | 95 o +  | 0     |
| 4     | 90 a 94 | 0     |
| 16    | 85 a 89 | 12    |
| 20    | 80 a 84 | 28    |
| 40    | 75 a 79 | 44    |
| 16    | 70 a 74 | 28    |
| 36    | 65 a 69 | 32    |
| 28    | 60 a 64 | 40    |
| 48    | 55 a 59 | 32    |
| 40    | 50 a 54 | 32    |
| 32    | 45 a 49 | 76    |
| 76    | 40 a 44 | 48    |
| 40    | 35 a 39 | 48    |
| 36    | 30 a 34 | 56    |
| 56    | 25 a 29 | 32    |
| 40    | 20 a 24 | 24    |
| 48    | 15 a 19 | 24    |
| 52    | 10 a 14 | 48    |
| 48    | 5 a 9   | 40    |
| 36    | 0 a 4   | 32    |

## Economia
El 2007 la població en edat de treballar era de 937 persones, 711 eren actives i 226 eren inactives. De les 711 persones actives 641 estaven ocupades (359 homes i 282 dones) i 69 estaven aturades (29 homes i 40 dones). De les 226 persones inactives 74 estaven jubilades, 69 estaven estudiant i 83 estaven classificades com a «altres inactius».

### Ingressos
El 2009 a Saint-Épain hi havia 631 unitats fiscals que integraven 1.547,5 persones, la mediana anual d'ingressos fiscals per persona era de 16.799 €.

### Activitats econòmiques
Dels 55 establiments que hi havia el 2007, 2 eren d'empreses extractives, 1 d'una empresa alimentària, 4 d'empreses de fabricació d'altres productes industrials, 10 d'empreses de construcció, 9 d'empreses de comerç i reparació d'automòbils, 2 d'empreses de transport, 3 d'empreses d'hostatgeria i restauració, 1 d'una empresa financera, 1 d'una empresa immobiliària, 6 d'empreses de serveis, 10 d'entitats de l'administració pública i 6 d'empreses classificades com a «altres activitats de serveis».
Dels 16 establiments de servei als particulars que hi havia el 2009, 1 era una oficina de correu, 2 tallers de reparació d'automòbils i de material agrícola, 2 paletes, 2 guixaires pintors, 1 fusteria, 1 lampisteria, 3 electricistes, 2 perruqueries i 2 restaurants.
Dels 3 establiments comercials que hi havia el 2009, 1 era una botiga de més de 120 m², 1 una botiga de menys de 120 m² i 1 una fleca.
L'any 2000 a Saint-Épain hi havia 69 explotacions agrícoles que ocupaven un total de 3.827 hectàrees.

## Equipaments sanitaris i escolars
El 2009 hi havia 2 escoles elementals.

## Poblacions més properes
El següent diagrama mostra les poblacions més properes.